# 甘福あまね
あまふく（あまふく）は、大阪出身のイラストレーター。現在は、あまふく名義にて活動している。
櫂末高彰作「学校の階段」のイラストレーターをしていた。
私生活においては、双子の娘を持つ母親。(過去にTwitterに娘の写真掲載あり)

## 主な仕事

### 挿絵
- 学校の階段
- 狂乱すごろく階段日記
- 繰り世界のエトランジェ (1巻のみ)

### ウェブコミック
- あくまじお
- おたまじゃくしはかえるのこ

### 原画
- 舞-HiME
- 水夏A.S+ (追加差分のみ)